# Alekséi Gúbarev
Alekséi Aleksándrovich Gúbarev (en ruso: Алексе́й Алекса́ндрович Гу́барев; 29 de marzo de 1931 – 21 de febrero de 2015) fue un cosmonauta soviético que participó de dos vuelos espaciales: el Soyuz 17 y el Soyuz 28.

## Biografía
Gúbarev se graduó en la Escuela de Aviación Naval soviética en 1952 y fue enviado a servir en la Fuerza Aérea soviética. Se especializó en la Academia Y. A. Gagarin de la Fuerza Aérea antes de ser aceptado al programa espacial.
Originalmente fue entrenado para el programa lunar soviético y los vuelos Soyuz antes de participar de las misiones Salyut. Su primera misión fue en 1978, la Soyuz 28, primer vuelo Intercosmos acompañado por el checo Vladimír Remek.
Renunció como cosmonauta en 1981 y tomó un cargo administrativo en el Centro de Entrenamiento de Cosmonautas Gagarin.
En los años 1980 trabajó en la 30° Instituto Central de Investigaciones Científicas, dependiente del Ministerio de Defensa ruso.
Fue distinguido con la Medalla de Oro Gagarin, que le fue otorgada en dos oportunidades. Fue designado ciudadano honorario de las ciudades de Kaluga, Arkalyk, Astaná, y Praga.
Gúbarev publicó un libro, La Atracción de Ingravidez, en 1982.
Gúbarev falleció a los 83 años el 21 de febrero de 2015.

## Honores y premios
- Dos veces Héroe de la Unión Soviética
- Piloto-Cosmonauta de la URSS
- Dos Órdenes de Lenin
- Medalla por los Méritos en la Exploración del Espacio (Federación rusa)
- Medalla por el desarrollo de las tierras vírgenes

Premios extranjeros:
- Héroe de la República Socialista de Checoslovaquia
- Orden de Klement Gottwald (Checoslovaquia)
- Medalla por el fortalecimiento de la cooperación militar (Checoslovaquia)
- Medalla de la Amistad Chino-Soviética (República Popular de China)
- Medalla a la "Hermandad en Armas" (República Democrática Alemana)